# Георгије В. Живанов
Георгије В. Живанов, рођен је 23. јануара 1897. у Мошорину, у сиромашној ратарској породици.

## Живот
Завршио је гимназију са испитом зрелости у Новом Саду 1917. а Богословију у Сремским Карловцима 1921. године. Пре него што је постао свештеник, био је вероучитељ у Новом Саду. За ђакона и свештеника је рукоположен 1925. године и постављен за протског капелана у Жабљу, где је остао до 1936. када је премештен за пароха у Врбасу. По молби је 1938. постављен за пароха треће парохије у Жабљу, где је дочекао окупацију.

## Страдање
Убијен је 5. јануара 1942. у тзв. Божићној рацији у општинском подруму и уврстио се у ред свештеномученика.